# Sean Sabetkar
Sean Behnam Sabetkar, född 28 april 1995 i Sollentuna kommun, är en svensk tidigare fotbollsspelare som är assisterande sportchef i Degerfors IF sedan 2024.

## Karriär

### Tidig karriär
Sabetkar började spela fotboll som sexåring i AIK. 2012 gick han till division 3-klubben Bollstanäs SK. Sabetkar spelade tre matcher säsongen 2012. Han spelade 11 matcher säsongen 2013. Under 2014 spelade Sabetkar för Vasalunds IF:s U19-lag.

### Karlbergs BK
I februari 2015 värvades Sabetkar av Karlbergs BK. Han spelade 21 matcher och gjorde ett mål i Division 3 säsongen 2015. Sabetkar spelade 23 matcher och gjorde två mål i Division 2 2016.

### Sollentuna FK
Inför säsongen 2017 värvades Sabetkar av division 1-klubben Sollentuna FK. Han spelade 26 ligamatcher säsongen 2017. Sabetkar spelade 29 ligamatcher säsongen 2018. Han var även lagkapten för klubben.

### Västerås SK
I november 2018 värvades Sabetkar av Västerås SK, där han skrev på ett tvåårskontrakt. Sabetkar gjorde sin Superettan-debut den 30 mars 2019 i en 2–1-vinst över IF Brommapojkarna, där han blev inbytt i halvlek mot Calle Svensson.

### Degerfors IF
I mars 2021 värvades Sabetkar av Degerfors IF, där han skrev på ett treårskontrakt.

### PT Prachuap
I juni 2023 skrev Sabetkar på för spel i thailändska PT Prachuap.

### Vasalunds IF
Den 31 januari 2024 blev Sabetkar klar för en återkomst till Vasalunds IF. I oktober 2024 avslutade han sin spelarkarriär och blev assisterande sportchef i Degerfors IF.